# أولاد المحجوب (أولاد أحمد بن عبد الله)
أولاد المحجوب هو دُوَّار يقع بجماعة معتركة، إقليم فكيك، جهة الشرق في المملكة المغربية. ينتمي الدوّار لمشيخة أولاد أحمد بن عبد الله التي تضم 3 دواوير. يقدر عدد سكانه بـ 705 نسمة حسب الإحصاء الرسمي للسكان والسكنى لسنة 2004.

## روابط خارجية
- البوابة الوطنية للجماعات الترابية
- المندوبية السامية للتخطيط